# ラファエル・シェーファー
ラファエル・シェーファー（Raphael Schäfer, 1979年1月30日 - ）は、ポーランド出身のドイツ人元サッカー選手。現役時代のポジションはGK。

## 経歴
ハノーファー96でプロデビューし、1998年に当時3部所属のVfBリューベックに移籍。移籍後すぐにレギュラーに定着した。
2001年7月1日、1.FCニュルンベルクに移籍。ニュルンベルクは1部に昇格したシーズンで、元U-21ドイツ代表のダリウス・カンパの控えGKとして獲得された。2002年3月にデビューを果たすも、数年はレギュラーを奪うまでには至らなかった。
2003004シーズンの開幕前にニュルンベルクは財政難から数人の選手放出を余儀なくされ、その候補に正GKのカンパも含まれていたことで当時のヴォルフガング・ヴォルフ監督より正GKとして指名された。結果的にカンパの移籍は実現しなかったものの、移籍騒動の最中にレギュラーを奪いその後も起用され続けることとなった。
2007年7月1日、VfBシュトゥットガルトに移籍。8月10日のFCシャルケ04戦でデビューするも低調なパフォーマンスに終始。退団したティモ・ヒルデブラントの穴を埋めきれず、前年優勝チームに大きな失望を残した。
2008年夏にイェンス・レーマンが加入したことで最早シュトゥットガルトでは必要な戦力とはみなされなくなり、7月1日に僅か1年でニュルンベルクに復帰。復帰後は即座に定位置を掴むと、その後も負傷や出場停止以外ではほとんどの試合に出場している。
2017年3月15日に2016-17シーズン終了を持って現役引退すると発表した。